# Бакалавр наук

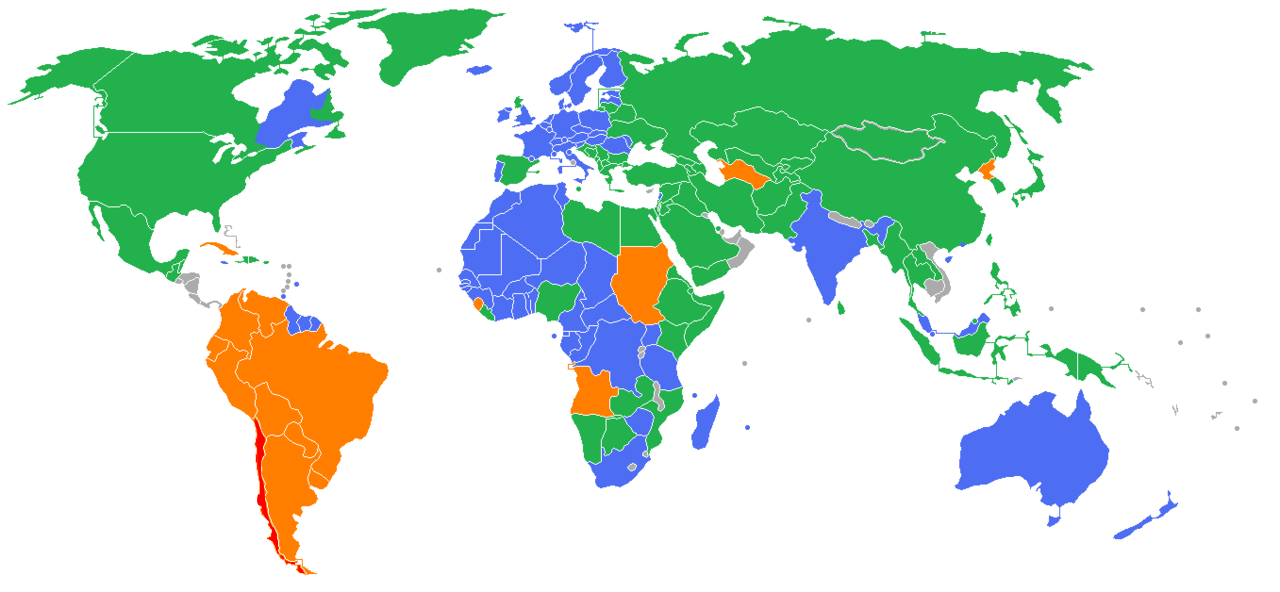
Три года
Четыре года
Пять лет
Шесть лет

Бакала́вр нау́к, бакала́вр <есте́ственных нау́к> (англ. Bachelor of Science, B.S.) — академическая степень, квалификация (в англоязычных странах — учёная степень), приобретаемая студентом после окончания обучения (лицентиатуры), которое длится от трёх до шести лет, в зависимости от страны.
Квалификация высшего образования, присуждается после прохождения обучения по выбранной специальности в области технических, естественных и экономических наук и прошедшим практическое, прикладное и экспериментальное обучение. Такая квалификация (англ. Bachelor of Science) существует в ряде стран, участвующих в Болонском процессе, а также в высших учебных заведениях США, Канады, стран Содружества и др.
Этот термин, часто сокращаемый до BSc., B.Sc., Bc., B.S. или реже до BS, происходит от латинского выражения Scientiæ Baccalaureus.
Квалификация впервые присуждена Лондонским университетом в 1860 году.